# La brecha
La brecha es una novela escrita en 1961 por la autora chilena Mercedes Valdivieso, considerada la «primera novela feminista latinoamericana». Fue escrita en tan solo seis semanas mientras Valdivieso se recuperaba de hepatitis y aborda temas como el matrimonio, la realización personal, el aborto y la emancipación femenina en una sociedad conservadora como la de Chile. Fue publicada por el editorial Zig Zag.

## Argumento
La historia narra el proceso de transformación de una mujer criada en un contexto social donde las expectativas tradicionales para ella giraban en torno al rol de esposa y madre. Después de una compleja separación, la protagonista emprende un camino hacia el autodescubrimiento, y llega a entender que, para vivir su sexualidad, no necesita de las ataduras que le impone el matrimonio y descubre luego de una relación extramatrimonial, que una relación a lado del hombre debe ser equitativa y sin dinámicas de poder. La protagonista también reflexiona sobre su rol en la familia, el amor, el derecho al aborto y la realización personal, llegando a la conclusión de que casarse y tener hijos no era una meta fundamental para ella, sino el de vivir una sexualidad libre.
En La brecha, el personaje protagónico no tiene nombre ya que «representa a todas las mujeres» que siguen luchando en contra del fantasma de la cultura machista que ha llevado a la violencia y la discriminación contra la mujer, rebelándose a cumplir el destino socialmente signado.

## Recepción
La novela recibió critícas mixtas, y al igual que otras de novelas de la época, las críticas favorables venían de ambientes progresistas y las negativas de conservadores y eclesiásticos, quienes objetaron a la escritora la libertad que tuvo para tratar ciertos temas políticamente incorrectos como el divorcio.

## Ediciones
- La Brecha, Santiago de Chile: Editorial "Zig-Zag", 1961. Cinco ediciones
- Dziesiec Palców. Traducción: Mikolaj Bieszczadowski, Varsovia, Polonia, Editorial Czytelnik, 1968.
- La Brecha, reeditada en Pittsburgh, PA., USA: Latinamerican Literary Review Press, 1987
- Breakthrough Translated by Graciela S. Daichman, Pittsburgh, PA., USA: Latinamerican Literary Review Press, 1988
- La Brecha, reeditada en Santiago, Chile: Editorial Planeta e Isis Internacional, 1991